# Westheide
Westheide es un municipio situado en el distrito de Börde, en el estado federado de Sajonia-Anhalt (Alemania). Su población a finales de 2015 era de unos 1700 habitantes y su densidad poblacional, 34 hab/km².
Se encuentra ubicado a la orilla norte del río Ohre, un afluente del río Elba.